# Templeton-Ouest
Templeton-Ouest est une ancienne municipalité de canton de l'Outaouais, au Québec, ayant existé de 1886 à 1975.
Le territoire de cette municipalité est aujourd'hui compris dans la ville de Gatineau et la municipalité de Cantley.

## Municipalités limitrophes
La municipalité du village de Templeton-Ouest est située au sud de la région administrative de l'Outaouais, dans le sud-ouest du Québec. Avant la fusion municipale de 1975, elle est bordée par le village de Perkins au nord et au nord-est, par la municipalité de canton de Wakefield-Partie-Est au nord-ouest, par la ville de Touraine à l'ouest et au sud-ouest, par la municipalité de canton de Templeton-Est à l'est, par le village de Templeton au sud-est, ainsi que par les villes de Pointe-Gatineau et de Gatineau au sud.

## Histoire

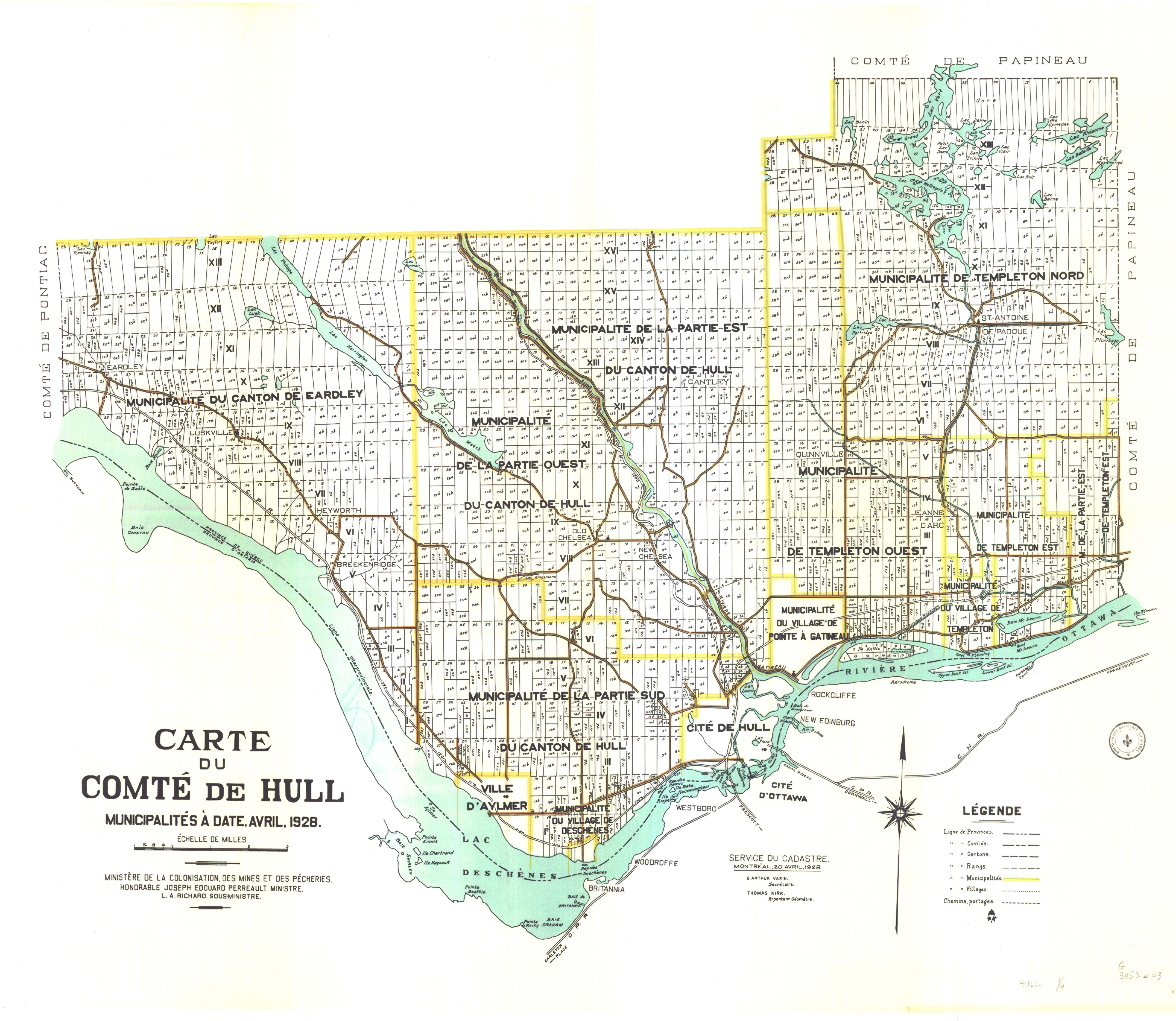
Carte du comté de Hull en 1928 dans sa portion méridionale.

En 1807, le canton de Templeton est créé et est concédé à Archibald McMillan.
Le 21 juin 1886, la municipalité de canton de Templeton est divisée pour former les municipalités de canton de Templeton-Ouest et de Templeton-Est,.
En 1933, Templeton-Ouest est amputé d'une partie de son territoire par la création du village de Gatineau.
En 1975, les villes de Pointe-Gatineau, Gatineau et Touraine, le village de Templeton ainsi que les municipalités de Templeton-Ouest, Templeton-Est et Templeton-Est-Partie-Est fusionnent pour former la ville de Gatineau.

## Politique et administration
| Nom                        | Période de fonction | Période de fonction |
| Nom                        | Début               | Fin                 |
| -------------------------- | ------------------- | ------------------- |
| Joseph Laurin              | 6 avril 1896        | 1er février 1897    |
| John T. Murphy             | 1er février 1897    | 5 février 1900      |
| John McGlashan             | 5 février 1900      | 10 février 1902     |
| John Laurin                | 10 février 1902     | 15 février 1904     |
| John T. Murphy             | 15 février 1904     | 5 février 1906      |
| John McGlashan             | 5 février 1906      | 4 février 1907      |
| John T. Murphy             | 4 février 1907      | 3 février 1908      |
| John Laurin                | 3 février 1908      | 7 février 1910      |
| John T. Murphy             | 7 février 1910      | 5 février 1912      |
| John Laurin                | 5 février 1912      | 2 février 1914      |
| John T. Murphy             | 2 février 1914      | 7 février 1916      |
| John Laurin                | 7 février 1916      | 5 novembre 1917     |
| John T. Murphy             | 5 novembre 1917     | 12 janvier 1921     |
| William A. Scharfe         | 12 janvier 1921     | 10 janvier 1923     |
| Ferdinand Charette         | 10 janvier 1923     | 14 janvier 1925     |
| John T. Murphy             | 14 janvier 1925     | 9 janvier 1929      |
| Ferdinand Charette         | 9 janvier 1929      | 8 mai 1935          |
| John E. Williams           | 8 mai 1935          | 14 mai 1941         |
| Charles K. McElroy         | 14 mai 1941         | 9 mai 1945          |
| Edmond Charette            | 9 mai 1945          | 7 juin 1949         |
| Peter A. Murphy            | 7 juin 1949         | 12 mai 1952         |
| George L. Davidson         | 12 mai 1952         | 13 mai 1959         |
| Harry Scullion             | 13 mai 1959         | 22 mai 1963         |
| John Kearns                | 22 mai 1963         | 15 mai 1967         |
| Noël Charette              | 15 mai 1967         | 1er janvier 1975    |
| Source : Ville de Gatineau |                     |                     |

## Évolution démographique
| 1921 | 1931  | 1941 | 1951 | 1956  | 1961 | 1966 | 1971  |
| ---- | ----- | ---- | ---- | ----- | ---- | ---- | ----- |
| 889  | 2 752 | 811  | 794  | 1 096 | 943  | 611  | 1 030 |